# هارون ر. فيشر
هارون ر. فيشر (بالإنجليزية: Aaron Richard Fisher)‏ هو ضابط أمريكي، ولد في 14 مايو 1895 في Lyles Station, Indiana ‏ في الولايات المتحدة، وتوفي في 22 نوفمبر 1985 في زينيا في الولايات المتحدة.